# Agregado aeronáutico
Un agregado aeronáutico es un oficial de la fuerza aérea quien es parte de una misión diplomática; normalmente este cargo es ocupado por un oficial superior (teniente coronel o coronel).
Un agregado aéreo típicamente representa al jefe de la fuerza aérea extranjera en el país donde sirve. Las responsabilidades día a día incluyen mantener contactos entre la nación anfitriona y la fuerza aérea a la que pertenece el agregado. Esto incluye arreglar visitas oficiales, intercambios de puestos y ejercicios.
En una misión diplomática pequeña que no tenga su propio agregado aéreo, el papel de agregado aéreo es llevado a cabo por el agregado de defensa quien además trata los asuntos militares y navales. Delegaciones diplomáticas mayores pueden contar tanto con un agregado aéreo como por un asistente y ayudante del agregado aéreo.